# Angela Asare
Angela Asare (Accra, 24 ottobre 1985) è una modella ghanese, eletta Miss Ghana 2006.
In seguito ha rappresentato il Ghana a Miss Universo 2006, che si è svolto il 	23 luglio 2006 a Los Angeles. La Asare, pur non riuscendo a classificarsi nella rosa delle quindici finaliste finali, è riuscita comunque ad ottenere il titolo di Miss Congeniality.
Al momento dell'elezione, Angela Asare era una studentessa di Business Marketing. Nel 2007 ha vinto il concorso di bellezza Face of the Runway per Runway Africa ed è comparsa sulla copertina della rivista Mimi Magazine.